# Bullewijk (metrostation)

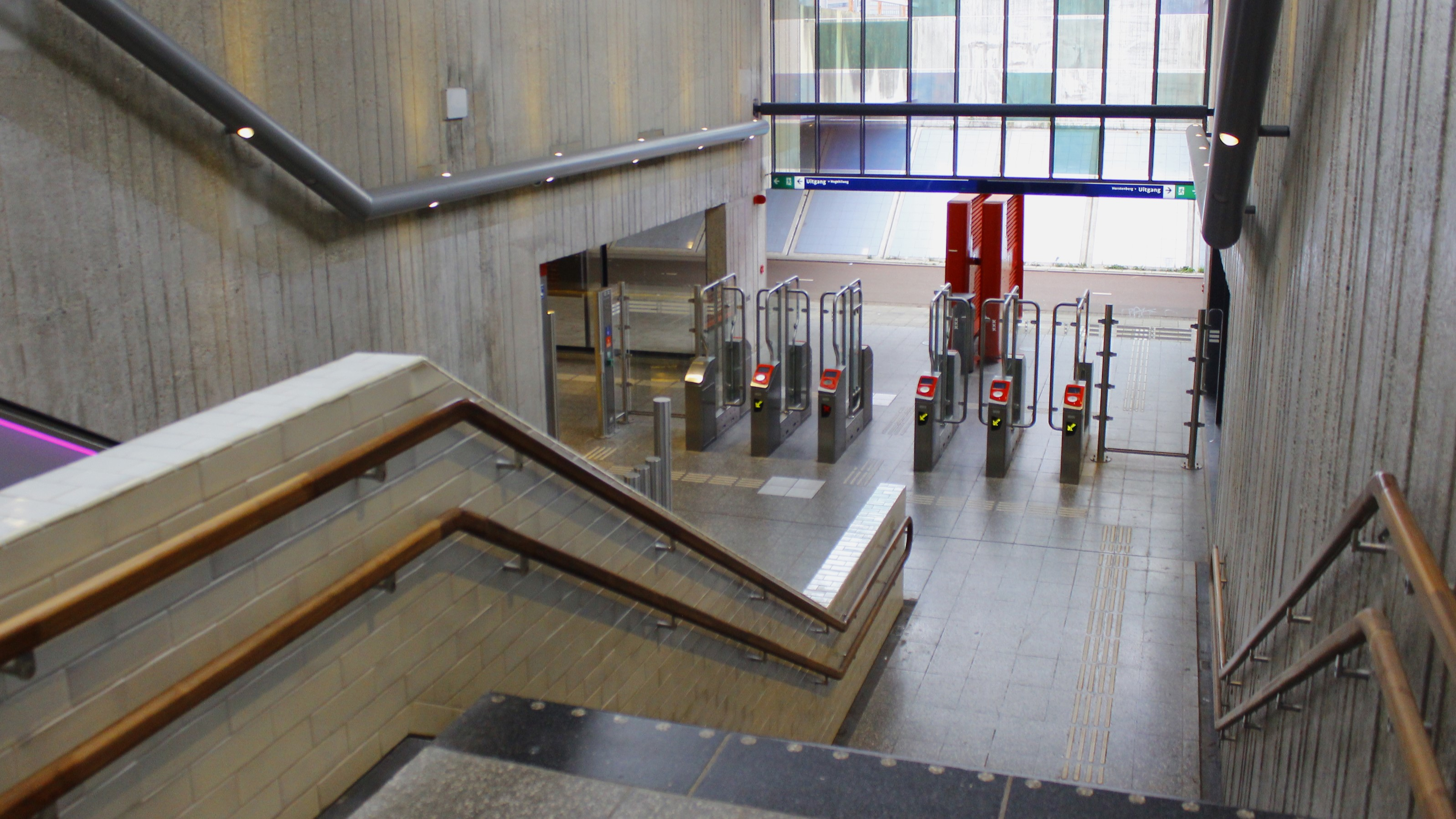
Een van de ingangen

Bullewijk is een station van de Amsterdamse metro in het stadsdeel Amsterdam-Zuidoost, tussen het gelijknamige bedrijventerrein en de woongebieden van de Bijlmermeer. Het bovengrondse metrostation opende op 16 oktober 1977 als deel van de Holendrechtlijn. Sinds 28 mei 1997 wordt station Bullewijk ook bediend door Ringlijn 50, die hier zijn tracé met lijn 54 deelt.
De naam Bullewijk verwijst naar het bedrijventerrein dat is vernoemd naar het gelijknamige riviertje dat stroomt tussen de Amstel bij Ouderkerk aan de Amstel en de driesprong met de Holendrecht en Waver bij de Voetangelbrug.
Het station ligt op een spoordijk boven de Karspeldreef, tussen de sporen van de NS-lijn Amsterdam - Utrecht. Het station heeft een eilandperron met aan beide uiteinden een uitgang. Beide uitgangen kennen een identieke hoofdopzet die langs de Oostlijn ook is toegepast op alle andere stations met een of twee toegangen aan de uiteinden. De liftschacht van de noordelijke uitgang is echter, net zoals op het twee stations noordelijker gelegen Strandvliet niet van een lift voorzien en afgesloten.
Ten westen van dit station bevindt zich op loopafstand de Amsterdamse vestiging van IKEA en het voormalig Europese hoofdkantoor van Cisco Systems. Ten noorden van dit station bevindt zich het voormalige kantoor van ING Bank.
Op 11 oktober 2013 vond hier het eerste filmfestival onder een metrostation plaats: het filmfestival METRO MOVIES.
Isolatorweg ·
Station Sloterdijk (NS) ·
De Vlugtlaan ·
Jan van Galenstraat ·
Postjesweg ·
Station Lelylaan (NS) ·
Heemstedestraat ·
Henk Sneevlietweg ·
Amstelveenseweg ·
Station Zuid (NS) ·
Station RAI (NS) ·
Overamstel ·
Van der Madeweg ·
Station Duivendrecht (NS) ·
Strandvliet ·
Station Bijlmer ArenA (NS) ·
Bullewijk ·
Holendrecht (NS) ·
Reigersbos ·
Gein
Centraal Station (NS) ·
Nieuwmarkt ·
Waterlooplein ·
Weesperplein ·
Wibautstraat ·
Amstelstation (NS) ·
Spaklerweg ·
Van der Madeweg ·
Station Duivendrecht (NS) ·
Strandvliet ·
Station Bijlmer ArenA (NS) ·
Bullewijk ·
Holendrecht (NS) ·
Reigersbos ·
Gein